# Piero Balestra
Piero Balestra (* 1904 in Lugano; † 1956 ebenda; heimatberechtigt in Gerra (Gambarogno)) war ein Rechtsanwalt, Schweizer Offizier und Oberbefehlshaber der Grenzbrigade 9.

## Leben
Piero Balestra verbrachte seine Jugend in Lugano, wo er die obligatorische Schule besuchte. 1928 Doktor der Rechte der Universität Bern, wurde er Rechtsanwalt und Notar in Lugano. Politiker, Gemeinderat und Tessiner Grossrat von 1935 bis 1939, Mitgründer der Lega Nazionale. Er war Mitarbeiter der Rivista militare ticinese. Im Jahr 1931 schrieb er als Oberleutnant im Militärdienst: Prima soldati, amici poi. Dann in den Rang eines Majors der Infanterie befördert, wurde er 1943 auch Redaktor der Rivista militare ticinese. Als Oberstleutnant schrieb er im Jahr 1946: Fanteria–alcune esperienze del servizio attivo 1939–1945. Im Jahr 1950 wurde Oberst Balestra Kommandant des Gebirgsinfanterieregiments 30. Von 1954 bis 1956 war er Brigadier und Kommandant der Grenzbrigade 9.

## Schriften
- La politica del cittadino soldato. In: Rivista militare della Svizzera italiana. 5. Jg., Nr. 6, 1932, S. 112–115 (archiviert in E-Periodica der ETH Zürich).
- Aspetti del C. R. 49. Celerità, montagna, spirito nella fanteria. In: Rivista militare della Svizzera italiana. 22. Jg., Nr. 1, Januar/Februar 1950, S. 1–7 (archiviert in E-Periodica der ETH Zürich).
- In memoria Ten. Col. Federico Luzzani. In: Rivista militare della Svizzera italiana. 22. Jg., Nr. 5, September/Oktober 1950, S. 126 (Nachruf; archiviert in E-Periodica der ETH Zürich).
- Spirito militare. In: Rivista militare della Svizzera italiana. 23. Jg., Nr. 1, Januar/Februar 1951, S. 1–4 (archiviert in E-Periodica der ETH Zürich).
- Fanteria – alcune esperienze del servizio attivo 1939–1945. Arturo Salvioni, Bellinzona 1945.[3]